# Aryos
Aryos est un groupe de black metal français, originaire d'Ussac/Brive-la-Gaillarde, dans le Limousin.

## Biographie
Le groupe est initialement formé en 1994, dans le Limousin, sous le nom de Forlorn. Il est composé par Pétal, Alilteas Gornnec et Emperor Napharion Zbiagagzé,. En 1997, le groupe change de nom pour Aryos, après l'enregistrement de trois démos, Le paroxysme, 74 porte des anges et Chapitre 3. Le nom d'Aryos, selon Emperor Napharion Zbiagagzé, « m'est parvenu par un acte divinatoire, j'ai juste légèrement modifié l'orthographe. » Aryos signe ensuite avec le très controversé label Underground D.U.K.E. 
Ils publient l'EP 74, porte des anges en 2000 et celui de Chapitre III en 2002. En 2003, ils apparaissent sur la compilation Pleurs du passé. Un an plus tard, en 2004, le groupe publie son tout premier album studio, Maître des dominations cérébrales,,. Aryos enchaîne avec la réalisation d'un split CD, en 2008 intitulé A Célébration to Lilith Von Sirius. Trois ans plus tard, en 2011, Aryos signe avec le label Drakkar Productions, pour un EP intitulé Prophétie acide.
Au début de 2015, le groupe publie son album Les stigmates d'Hécate au label Exu Rei Records,.

## Discographie

### Albums studio
- 2004 : Maître des dominations cérébrales
- 2007 : Maître Des dominations cérébrales - Pleurs du passé Part II
- 2008 : A Celebration to Lilith Von Sirius
- 2011 : Prophétie acide
- 2015 : Les stigmates d'Hécate

### Démos et EPs
- 1999 : Le Paroxysme
- 2001 : 74, porte des anges
- 2002 : Chapitre III

### Compilation
- 2003 : Pleurs du passé